# Neocyttus helgae
Neocyttus helgae (Holt & Byrne, 1908) é uma espécie de peixes do oceano profundo pertencente à família Oreosomatidae.